# EFAF Cup 2008
Navigation
Édition précédente Édition suivante
L'EFAF Cup 2008 est la 7e édition de l'EFAF Cup.

## Clubs participants
| Club                   | Pays      | Saison 2007                                         |
| ---------------------- | --------- | --------------------------------------------------- |
| Amsterdam Crusaders    | Pays-Bas  | Vice-champion des Pays-Bas Poule EFAF Cup           |
| Berlin Adler           | Allemagne | Demi-finaliste en Allemagne Demi-finaliste EFAF Cup |
| Bern Grizzlies         | Suisse    | Champion de Suisse                                  |
| Carinthian Black Lions | Autriche  | 5e du championnat d'Autriche Poule EFAF Cup         |
| Cineplexx Blue Devils  | Autriche  | 6e du championnat d'Autriche Finaliste EFAF Cup     |
| Crew de Wrocław        | Pologne   | Champion de Pologne                                 |
| Danube Dragons         | Autriche  | 4e du championnat d'Autriche                        |
| Drags de Badalona      | Espagne   | Vice-Champion d'Espagne                             |
| Panthers de Parme      | Italie    | Vice-champion d'Italie                              |
| Prague Panthers        | Tchéquie  | Champion de République Tchèque Poule EFAF Cup       |
| Triangle Razorbacks    | Danemark  | Champion du Danemark Poule EFL                      |

## Calendrier / Résultats
| Qualifié pour les demi-finales |

### Groupe A
| Groupe A              |       |      |      |      |     |          |            |       |
| Club                  | Jour. | Vic. | Nuls | Déf. | Pts | Pts pour | Pts contre | Diff. |
| Cineplexx Blue Devils | 2     | 2    | 0    | 0    | 6   | 66       | 0          | +66   |
| Bern Grizzlies        | 2     | 0    | 0    | 2    | 0   | 0        | 66         | -66   |

- 20 avril 2008 :

Blue Devils 38 - 0 Grizzlies
- 10 mai 2008 :

Grizzlies 0 - 28 Blue Devils

### Groupe B
| Groupe B               |       |      |      |      |     |          |            |       |
| Club                   | Jour. | Vic. | Nuls | Déf. | Pts | Pts pour | Pts contre | Diff. |
| Panthers de Parme      | 2     | 2    | 0    | 0    | 6   | 83       | 65         | +18   |
| Carinthian Black Lions | 2     | 1    | 0    | 1    | 3   | 74       | 62         | +12   |
| Drags de Badalona      | 2     | 0    | 0    | 2    | 0   | 50       | 80         | -30   |

- 19 avril 2008 :

Black Lions 39 - 20 Drags
- 26 avril 2008 :

Drags 30 - 41 Panthers
- 11 mai 2008 :

Panthers 42 - 35 Black Lions

### Groupe C
| Groupe C            |       |      |      |      |     |          |            |       |
| Club                | Jour. | Vic. | Nuls | Déf. | Pts | Pts pour | Pts contre | Diff. |
| Berlin Adler        | 2     | 2    | 0    | 0    | 6   | 64       | 12         | +52   |
| Triangle Razorbacks | 2     | 1    | 0    | 1    | 3   | 3        | 38         | -35   |
| Amsterdam Crusaders | 2     | 0    | 0    | 2    | 0   | 12       | 29         | -17   |

- 5 avril 2008 :

Adler 26 - 12 Crusaders
- 20 avril 2008 :

Crusaders 0 - 3 Triangle
- 10 mai 2008 :

Adler 38 - 0 Triangle

### Groupe D
| Groupe D        |       |      |      |      |     |          |            |       |
| Club            | Jour. | Vic. | Nuls | Déf. | Pts | Pts pour | Pts contre | Diff. |
| Prague Panthers | 2     | 2    | 0    | 0    | 6   | 108      | 19         | +89   |
| Danube Dragons  | 2     | 1    | 0    | 1    | 3   | 103      | 55         | +48   |
| Crew de Wrocław | 2     | 0    | 0    | 2    | 0   | 0        | 137        | -137  |

- 5 avril 2008 :

The Crew 0 - 53 Panthers
- 19 avril 2008 :

Dragons 84 - 0 The Crew
- 11 mai 2008 :

Panthers 55 - 19 Dragons

### Demi-finales
- 31 mai 2008

Adler 25 - 21 Prague Panthers
- 1er juin 2008 :

Panthers de Parme 33 - 29 Blue Devils

### Finale
- 12 juillet 2008 à Berlin au Friedrich-Ludwig Jahnstadion devant 2614 spectateurs[1] :

Adler 29 - 0 Panthers de Parme